# Potere temporale
Con l'espressione potere temporale si indica quello oggi definito "potere politico", soprattutto quando storicamente giustapposto al potere spirituale (ossia il "governo", cioè la cura, delle anime).
L'espressione è di solito usata in riferimento al periodo storico in cui il papa, oltre ad essere sommo pontefice della Chiesa cattolica (e quindi a detenere il sommo potere spirituale nella cristianità), era anche sovrano dello Stato Pontificio (756-1870).

## Storia

### Alto Medioevo
Nei pochi decenni che intercorrono dall'Editto di Milano (313) a quello di Teodosio (380) il cristianesimo passava dalla condizione di religione ammessa (licita) a quella di religione maggioritaria. Nonostante ciò il papa, successore di Pietro, aveva poteri civili molto limitati: egli era uno dei tanti funzionari dell'impero e la sua elezione era sottoposta all'approvazione imperiale.
L'imperatore romano manteneva le prerogative di pontifex maximus, secondo una tradizione ormai secolare. Egli poteva intervenire su tutti gli affari della Chiesa e della religione, anche nelle questioni dogmatiche. Alla Sede Apostolica spettava il primato sulle altre sedi patriarcali cristiane, rivendicato per la prima volta da papa Damaso I (366-384) e confermato da Leone I (440-461).
Nell'Alto medioevo il venir meno dell'autorità imperiale determinò in Occidente il logoramento di tutte le cariche istituzionali, sia civili che militari. In corrispondenza della scomparsa del Senato e del Praefectus urbi e della cessazione di altre funzioni dell'amministrazione dell'Urbe, aumentarono le prerogative del papa. Con Zaccaria (741-752) e Stefano II (752-757) cominciò il dominio temporale dei papi, che subentrarono al governo imperiale nell'amministrazione del ducato romano, esercitandovi da allora in poi i «diritti concreti legati alla sovranità». Il loro pontificato viene considerato la fase iniziale dello Stato della Chiesa.
A livello spirituale, una potestas era riconosciuta, oltre che al papa, a tutti i vescovi; inoltre gli esponenti dell'episcopato erano spesso i detentori di fatto del potere secolare nei territori da loro amministrati. Lo dimostra l'importanza che assunse, tra XI e XII secolo, la cosiddetta "lotta per le investiture", ovvero il conflitto tra Santa Sede e Sacro Romano Impero per la scelta dei vescovi e quindi, di riflesso, il controllo delle sedi ecclesiastiche, ritenute essenziali per il controllo dei territori e l'esercizio della giurisdizione. Nello stesso Stato della Chiesa, l'effettivo potere dei papi, anche dopo le donazioni carolinge, rimase comunque circoscritto al solo territorio dell'ex ducato romano.

### Basso Medioevo
Nel corso dei secoli XII e XIII, invece, si realizzò un processo di accentramento che si concluse con l'attribuzione al solo pontefice della plenitudo potestatis (pienezza del potere). L'azione di riforma fu avviata da papa Gregorio VII (Dictatus papae, 1075) ed ebbe come protagonista papa Innocenzo III (1198-1216). Gregorio VII concepì e mise in opera la nuova struttura, accentrata, della Chiesa, che comportava la dipendenza da Roma di tutti i vescovi. Il modello era l'ordine celeste: come Cristo è origine di ogni potestas (in quanto Dio) e, al tempo stesso, titolare di essa in quanto uomo, così il suo vicario in Terra esercita una piena potestà, sia spirituale che secolare. 
I due poteri rimangono concettualmente distinti, ma sono riuniti entrambi nella persona del pontefice. Egli può delegare l'esercizio del potere secolare all'imperatore (potestas indirecta) e ai re, attraverso la loro legittimazione con la cerimonia dell'incoronazione, salvo revocare la delega e rientrare in possesso dei pieni poteri in seguito a comportamenti in contrasto con il Magistero della Chiesa (potestas directa). 
Alla dottrina dei due Soli, che attribuiva autonomia e pari dignità a potere regale e autorità sacerdotale, cioè ai due cardini di ogni attività umana, si venne così sostituendo la teoria del Sole e della Luna, secondo cui solo la Chiesa brilla di luce propria, mentre il potere dell'Impero (che da questa viene illuminato) consiste invece di luce riflessa.
Nel 1302 Bonifacio VIII promulgò la bolla Unam Sanctam Ecclesiam, in cui riaffermò la supremazia del potere spirituale sul potere temporale.

### Età moderna
Nell'epoca moderna il potere temporale permise alla Chiesa cattolica di conservare l'unità e l'indipendenza, soprattutto nei confronti di Paesi vicini che avrebbero potuto strumentalizzare la protezione militare che offrivano alla Chiesa, e quindi esercitare su di essa un controllo o un vero dominio. In effetti, le Chiese ortodosse e le Chiese protestanti (compresa la Chiesa anglicana), che non hanno mai esercitato un dominio diretto su un territorio, si sono spesso frammentate nel corso dei secoli in chiese nazionali, subordinate all'autorità civile.
Anche la Chiesa cattolica, comunque, nel corso della sua storia millenaria, subì l'influenza di svariate potenze politiche e statali. Lo Stato della Chiesa era nato dopo la fine del dominio bizantino in Italia, per effetto delle donazioni carolinge (VIII secolo). Fin dalla sua origine il papato strinse un'alleanza con il Regno di Francia; il rapporto durò oltre un millennio, protraendosi fino al 1870. Il re di Francia esercitò una lunga influenza sulle scelte del papato, alternando momenti di ingerenza a fasi di minore influenza. Tra le stagioni di ingerenza va citata la cosiddetta "cattività avignonese" (XIV secolo), quando papa Clemente V, francese, ed i successori, decisero di stabilire la propria sede ad Avignone, nel Contado Venassino. Il territorio era formalmente autonomo dal Regno di Francia, ma di fatto il re francese poté esercitare la propria influenza sulle scelte del papato.
A partire dal XVI secolo la Chiesa ricevette un fermo sostegno da parte degli Asburgo di Spagna e d'Austria, allora all'apice della propria potenza. I rapporti con la Spagna furono vantaggiosi per la Chiesa, ma conobbero anche momenti negativi. La Spagna, potenza egemone in Italia dopo la battaglia di Pavia (1525), se da una parte schiacciò con estremo rigore ogni opposizione papale alla propria politica di potenza nella penisola (sacco di Roma, 1527) dall'altra ne puntellò il potere sia in funzione antiveneziana, sia come baluardo del cattolicesimo e della stessa monarchia asburgica. La decadenza dell'Impero ispanico, già chiaramente percepibile attorno all'inizio degli anni quaranta del XVII secolo e sancita definitivamente con la Pace di Vestfalia, si ripercosse negativamente sullo Stato della Chiesa, costretto a patteggiare da posizioni di debolezza con la nuova potenza emergente europea: la Francia di Luigi XIV.
Lo Stato Pontificio ebbe termine il 20 settembre 1870: quel giorno l'esercito italiano entrò in Roma (Presa di Roma) conquistandola e annettendo lo Stato della Chiesa (ridotto al solo Lazio) al Regno d'Italia. Papa Pio IX si ritirò nel palazzo del Vaticano e si dichiarò prigioniero.
La Legge delle guarentigie, approvata nel 1871, disciplinò unilateralmente i rapporti tra il Regno d'Italia e la Santa Sede. Oltre cinquant'anni dopo le due parti raggiunsero un accordo bilaterale: i Patti lateranensi del 1929. Alla Santa Sede venne riconosciuta la sovranità sullo Stato della Città del Vaticano, in modo da garantirle un'autonomia completa. In ogni caso, secondo la dottrina e la prassi prevalenti, in quanto titolare di potere spirituale sovrano essa è riconosciuta soggetto di diritto internazionale indipendentemente dall'esercizio di quello temporale (per esempio, gli ambasciatori continuarono senza soluzione di continuità anche nel periodo 1871-1929).

## Perdita del potere temporale e sue conseguenze
La perdita del potere temporale da parte della Chiesa provocò una lacerazione dei rapporti tra patrioti e cattolici nel Risorgimento italiano, segnata dal non expedit. Dal punto di vista istituzionale, la crisi fu superata con i Patti lateranensi del 1929, che non restituivano alla Chiesa cattolica il potere temporale, se non ridotto a un territorio minuscolo, ma le assicuravano la necessaria autonomia per disimpegnare le sue funzioni spirituali e il suo ruolo di soggetto di diritto internazionale, che non si era interrotto con la perdita del potere temporale. La Conciliazione tuttavia non fu accompagnata da una revisione dottrinale sulla giustizia del potere temporale, che era stata ribadita soprattutto nell'insegnamento di papa Pio IX e papa Leone XIII. Una revisione dottrinale venne con papa Paolo VI, che pochi mesi prima di essere eletto papa aveva dichiarato: «Parve un crollo; e per il dominio territoriale pontificio lo fu; e parve allora, e per tanti anni successivi, a molti ecclesiastici ed a molti cattolici non potere la Chiesa romana rinunciarvi, e accumulando la rivendicazione storica della legittimità della sua origine con l'indispensabilità della sua funzione, si pensò doversi quel potere temporale ricuperare, ricostituire.»; aveva parlato di Chiesa «sollevata» dal potere temporale e attribuendo alla divina Provvidenza la perdita del potere temporale aveva concluso che ciò aveva giovato al «governo spirituale della Chiesa» e all'«irradiazione morale sul mondo». Tornò da papa a ripetere questa posizione il 16 aprile 1966: «Noi non abbiamo più alcuna sovranità temporale da affermare quassù. Conserviamo di essa il ricordo storico, come quello d'una secolare, legittima e, per molti versi, provvida istituzione di tempi passati; ma oggi non abbiamo per essa alcun rimpianto, né alcuna nostalgia, né tanto meno alcuna segreta velleità rivendicatrice».

## Nel diritto canonico
Secondo il Codice di diritto canonico del 1983, la Chiesa conserva "il diritto nativo, indipendentemente dal potere civile, di acquistare, possedere, amministrare ed alienare beni temporali per conseguire i fini che le 
sono propri" (can. 1254). Secondo il Libro V del CIC, tali fini sono principalmente: 
1. il culto divino;
2. opere di apostolato e carità;
3. l'onesto sostentamento del clero e dei ministri.